# Wolotschysk
Wolotschysk (ukrainisch Волочиськ; russisch Волочиск/Wolotschisk, polnisch Wołoczyska) ist eine Stadt in der Oblast Chmelnyzkyj der Ukraine mit etwa 20.000 Einwohnern und liegt am linken Ufer des Sbrutsch nahe der Oblastgrenze zur Oblast Ternopil. Die Oblasthauptstadt Chmelnyzkyj liegt etwa 70 Kilometer östlich der Stadt. Bis Juli 2020 war sie das Verwaltungszentrum des gleichnamigen Rajons Wolotschysk.

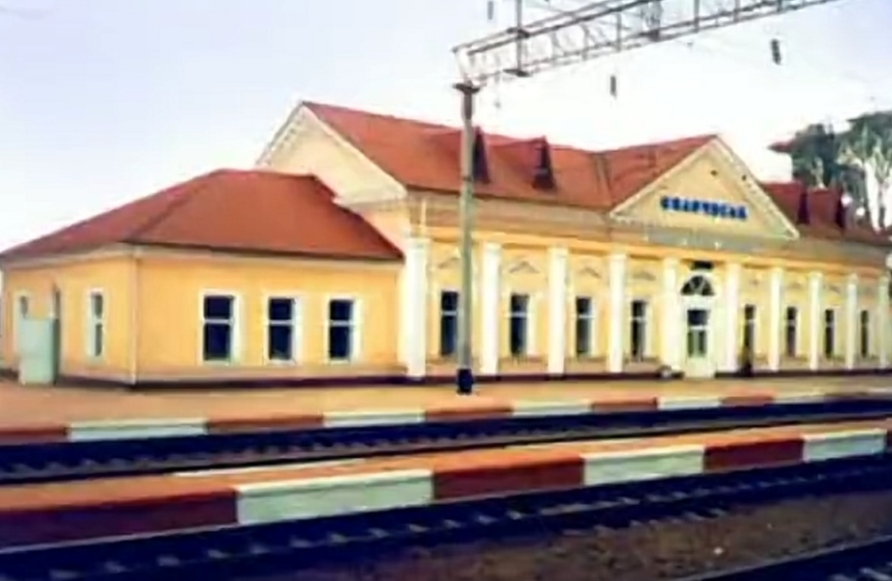
Bahnhof im Ort

## Geschichte
Die erste schriftliche Erwähnung der Stadt stammt aus dem Jahre 1463, der Ort lag an einer wichtigen Handelsroute zwischen Mitteleuropa und Russland, dies spiegelt sich auch in der Bedeutung des ukrainischen Namens, der auf Deutsch etwa „Transport“ bedeutet. Zunächst gehörte der Ort im Rahmen der Polnischen Adelsrepublik der Adelsfamilie Zbaraski, ab 1631 der Familie Wiśniowiecki und seit 1695 der bekannten polnischen Adelsfamilie Potocki. Nachdem der Ort 1772 an Russland gefallen war, verkaufte die Familie Potocki Wolotschysk an die Familie Moszyński, welche die lokale Wirtschaft stark förderte und somit dem Ort zu starkem Wachstum verhalf. Durch den Bau der Eisenbahn Lemberg–Podwołoczyska (im Besitz der Galizischen Carl Ludwig-Bahn) mit Anschluss an das russische Bahnnetz bis Kiew wurde 1871 im Ort ein Bahnhof eröffnet.
Da Wolotschysk an der Grenze zwischen dem Russischen Reich und Österreich-Ungarn (Galizien) lag, war der Ort zugleich Grenzort. Jenseits der Grenze entwickelte sich auch der galizische Grenzort Pidwolotschysk zu einem Handelsknotenpunkt, dessen Name von Wolotschysk abgeleitet ist.
Nachdem der Ort im Ersten Weltkrieg direkt im Frontgebiet gelegen und dabei Schäden davongetragen hatte, suchten ihn mehrmals Revolutionswirren heim. Wolotschysk gehörte nun zur Ukraine und war Grenzort der Sowjetunion zur neu entstandenen Polnischen Republik. 1923 wurde es Zentrum des gleichnamigen Rajons. Während des Zweiten Weltkriegs im Juli 1941 besetzten deutsche Truppen den Ort und brachten bis zur Rückeroberung durch die Rote Armee am 17. März 1944 fast 9300 Einwohner um.
Nach dem Krieg wurde er rasch wiederaufgebaut und es wurden neue Industrien, vor allem Lebensmittelfabriken, im Ort errichtet; seit 1970 hat Wolotschysk den Status einer Stadt.

## Verwaltungsgliederung
Am 13. August 2015 wurde die Stadt zum Zentrum der neugegründeten Stadtgemeinde Wolotschysk (Волочиська міська громада/Wolotschyska miska hromada). Zu dieser zählten auch die 39 in der untenstehenden Tabelle aufgelisteten Dörfer, bis dahin bildete sie die gleichnamige Stadtratsgemeinde Wolotschysk (Волочиська міська рада/Wolotschyska miska rada) im Westen des Rajons Wolotschysk.
Am 12. Oktober 2018 kamen noch die 3 Dörfer Hretschana, Raziboriwka und Solomna zum Gemeindegebiet und am 12. Juni 2020 noch die 10 Dörfer Bohdaniwka, Cholodez, Iwaniwka, Kuschnyriwka, Lissowe, Nowa Hreblja, Popiwzi, Tscherwonyj Ostriw, Tscherwonyj Kut und Welyki Scherebky zum Gemeindegebiet
Am 17. Juli 2020 kam es im Zuge einer großen Rajonsreform zum Anschluss des Rajonsgebietes an den Rajon Chmelnyzkyj.
Folgende Orte sind neben dem Hauptort Wolotschysk Teil der Gemeinde:
| Name                     | Name                  | Name                                             |
| ukrainisch transkribiert | ukrainisch            | russisch                                         |
| ------------------------ | --------------------- | ------------------------------------------------ |
| Awratyn                  | Авратин               | Авратин (Awratin)                                |
| Balkiwzi                 | Бальківці             | Бальковцы (Balkowzy)                             |
| Bohdaniwka               | Богданівка            | Богдановка (Bogdanowka)                          |
| Butiwzi                  | Бутівці               | Бутовцы (Butowzy)                                |
| Cholodez                 | Холодець              | Холодец (Cholodez)                               |
| Fedirky                  | Федірки               | Федорки (Fedorki)                                |
| Harnyschiwka             | Гарнишівка            | Гарнышевка (Garnyschewka)                        |
| Honoriwka                | Гонорівка             | Гоноровка (Gonorowka)                            |
| Hretschana               | Гречана               | Гречана (Gretschana)                             |
| Iwaniwka                 | Іванівка              | Ивановка (Iwanowka)                              |
| Iwaniwzi                 | Іванівці              | Ивановцы (Iwanowzi)                              |
| Jachniwzi                | Яхнівці               | Яхновцы (Jachnowzy)                              |
| Kaniwka                  | Канівка               | Каневка (Kanewka)                                |
| Klynyny                  | Клинини               | Клинины (Klininy)                                |
| Kopatschiwka             | Копачівка             | Копачовка (Kopatschowka)                         |
| Korystowa                | Користова             | Корыстова                                        |
| Kuryliwka                | Курилівка             | Куриловка (Kurilowka)                            |
| Kuschnyriwka             | Кушнирівка            | Кушнировка (Kuschnirowka)                        |
| Kuschnyriwska Slobidka   | Кушнирівська Слобідка | Кушнировская Слободка (Kuschnirowskaja Slobodka) |
| Lewkiwzi                 | Левківці              | Левковцы (Lewkowzy)                              |
| Lissowe                  | Лісове                | Лесовое (Lessowoje)                              |
| Lonky                    | Лонки                 | Лонки (Lonki)                                    |
| Losowa                   | Лозова                | Лозовая (Losowaja)                               |
| Manatschyn               | Маначин               | Маначин (Manatschin)                             |
| Myriwka                  | Мирівка               | Мировка (Mirowka)                                |
| Myslowa                  | Мислова               | Мыслова                                          |
| Nowa Hreblja             | Нова Гребля           | Новая Гребля (Nowaja Greblja)                    |
| Oschyhiwzi               | Ожигівці              | Ожиговцы (Oschigowzy)                            |
| Paltschynzi              | Пальчинці             | Пальчинцы (Paltschinzy)                          |
| Petriwka                 | Петрівка              | Петровка (Petrowka)                              |
| Petriwschtschyna         | Петрівщина            | Петровщина (Petrowschtschina)                    |
| Poljany                  | Поляни                | Поляны                                           |
| Popiwzi                  | Попівці               | Поповцы (Popowzy)                                |
| Postoliwka               | Постолівка            | Постоловка (Postolowka)                          |
| Raziboriwka              | Раціборівка           | Рациборовка (Raziborowka)                        |
| Ripna                    | Ріпна                 | Репна (Repna)                                    |
| Rjabijiwka               | Рябіївка              | Рябиевка (Rjabijewka)                            |
| Sajtschyky               | Зайчики               | Зайчики (Saitschiki)                             |
| Sbrutschiwka             | Збручівка             | Збручовка (Sbrutschowka)                         |
| Schtschasniwka           | Щаснівка              | Щасновка (Schtschasnowka)                        |
| Serbyniw                 | Сербинів              | Сербинов (Serbinow)                              |
| Slutsch                  | Случ                  | Случ                                             |
| Soboliwka                | Соболівка             | Соболевка (Sobolewka)                            |
| Solomna                  | Соломна               | Соломна                                          |
| Tarnoruda                | Тарноруда             | Тарноруда                                        |
| Tscherwonyj Ostriw       | Червоний Острів       | Червоный Остров (Tscherwony Ostrow)              |
| Tscherwonyj Ostriw       | Червоний Острів       | Червоный Остров (Tscherwony Ostrow)              |
| Tschucheli               | Чухелі                | Чухели                                           |
| Tscherwonyj Kut          | Червоний Кут          | Червоный Кут (Tscherwony Kut)                    |
| Welyki Scherebky         | Великі Жеребки        | Великие Жеребки (Welikije Scherebki)             |
| Wilschany                | Вільшани              | Ольшаны (Olschany)                               |
| Wotschkiwzi              | Вочківці              | Вочковцы (Wotschkowzy)                           |
| Wyhoda                   | Вигода                | Выгода (Wigoda)                                  |

## Persönlichkeiten
- Malbim (1809–1879), Rabbiner
- Samuel Mitja Rapoport (1912–2004), Arzt und Biochemiker
- Oksana Koljada (* 1980), Ministerin
- Nadija Mejcher (* 1982), Sängerin, Schauspielerin und Fernsehmoderatorin